# Pipizella elegantissima
Pipizella elegantissima is een vliegensoort uit de familie van de zweefvliegen (Syrphidae). De wetenschappelijke naam van de soort is voor het eerst geldig gepubliceerd in 1976 door Lucas.